# Undina (Tjajkovskij)

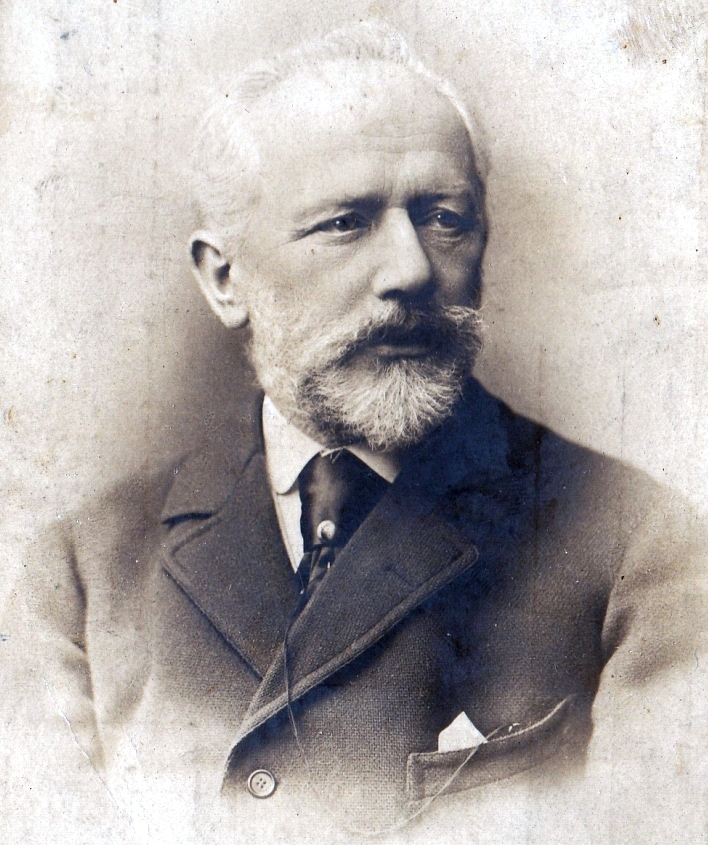
Pjotr Tjajkovskij

Undina (ryska: Ундина) är en opera i tre akter med musik av Pjotr Tjajkovskij och libretto av Vladimir Sollogub efter Vasilij Zjukovskijs ryska översättning av Friedrich de la Motte Fouqués roman Undine (1811).

## Historia
Tjajkovskij komponerade operan mellan januari och juli 1869. Den var tänkt att uppföras på Bolsjojteatern i Moskva 1870 men blev refuserad. Tre nummer framfördes på teatern den 28 mars 1870: en aria, en duett och slutkören. De två första numren användes senare som mellanaktsmusik till Snöflickan 1873. Bröllopsmarschen återanvändes i den långsamma satsen till andra symfonin 1872. 1873 förstörde Tjajkovskij manuskriptet helt